# Сельское поселение Шеркалы
Се́льское поселе́ние Шеркалы — муниципальное образование в Октябрьском районе Ханты-Мансийского автономного округа Российской Федерации.
Административный центр — село Шеркалы.

## История
Статус и границы сельского поселения установлены Законом Ханты-Мансийского автономного округа - Югры от 25 ноября 2004 года № 63-оз «О статусе и границах муниципальных образований Ханты-Мансийского автономного округа - Югры»

## Население
| 2010 | 2012 | 2013 | 2014  | 2015 | 2016 | 2017 |
| ---- | ---- | ---- | ----- | ---- | ---- | ---- |
| 987  | ↘931 | ↘898 | ↗903  | ↘880 | ↘865 | ↘849 |
| 2018 | 2019 | 2020 | 2021  |      |      |      |
| ↘817 | ↘803 | ↘790 | ↗1235 |      |      |      |

## Состав сельского поселения
| № | Населённый пункт | Тип населённого пункта       | Население |
| - | ---------------- | ---------------------------- | --------- |
| 1 | Шеркалы          | село, административный центр | ↗1235     |